# Lanius excubitoroides
Lanius excubitoroides е вид птица от семейство Laniidae.

## Разпространение
Видът е разпространен в Бурунди, Етиопия, Камерун, Демократична република Конго, Кения, Мали, Мавритания, Нигерия, Руанда, Судан, Танзания, Уганда, Централноафриканската република, Чад и Южен Судан.